# Metopoceras albida
Metopoceras albida är en fjärilsart som beskrevs av Karl Schawerda 1934. Metopoceras albida ingår i släktet Metopoceras och familjen nattflyn. Inga underarter finns listade i Catalogue of Life.